# Aiteta subparalella
Aiteta subparalella är en fjärilsart som beskrevs av Emilio Berio 1964. Aiteta subparalella ingår i släktet Aiteta och familjen trågspinnare. Inga underarter finns listade i Catalogue of Life.